# Trichostomum spirale
Trichostomum spirale är en bladmossart som beskrevs av Abel Joel Grout 1938. Trichostomum spirale ingår i släktet lansettmossor, och familjen Pottiaceae. Inga underarter finns listade i Catalogue of Life.